# Episodi di Mira - Detective reale (seconda stagione)
La seconda ed ultima stagione della serie televisiva Mira - Detective reale , composta da 29 episodi, è stata trasmessa negli USA il 5 aprile 2021 su Disney Junior. In Italia, la serie è trasmessa dal 19 gennaio 2022 su Disney+.
| nº | Titolo inglese                                                         | Titolo italiano                                                        | Prima TV USA      | Prima TV Italia |
| -- | ---------------------------------------------------------------------- | ---------------------------------------------------------------------- | ----------------- | --------------- |
| 1  | The Case of the Cunning Chameleon The Great Polo Mystery               | Il caso dello scaltro camaleonte Il grande mistero del polo            | 5 aprile 2021     | 19 gennaio 2022 |
| 2  | Mira’s Milestone Mystery The Case of the Palace Peacock                | Il mistero del traguardo di Mira Il caso del pavone del Palazzo        | 12 aprile 2021    | 19 gennaio 2022 |
| 3  | The Case of Dimple’s Lost Tooth The Case of the Slumber Party Ghost    | Il dente perduto di Dimple Il caso del fantasma del pigiama party      | 19 aprile 2021    | 19 gennaio 2022 |
| 4  | Mystery Through the Front Window The Case of the Fake Painting         | Mistero alla finestra Il caso del dipinto falso                        | 26 aprile 2021    | 19 gennaio 2022 |
| 5  | The Eid Mystery The Case of the Pinched Paintbrush                     | Il mistero di Eid Il caso del pennello sgraffiato                      | 3 maggio 2021     | 19 gennaio 2022 |
| 6  | Mystery in the Sky The Case of the Message in a Bottle                 | Mistero in cielo Il caso del messaggio nella bottiglia                 | 10 maggio 2021    | 19 gennaio 2022 |
| 7  | The Case of the Lost Puppy The Submarine Mystery                       | Il caso del cucciolo smarrito Il mistero del sottomarino               | 17 maggio 2021    | 19 gennaio 2022 |
| 8  | The Case of the Lost Treehouse The Case of the Vanishing Picnic        | Il caso della casetta sull'albero perduta Il caso del picnic scomparso | 24 maggio 2021    | 19 gennaio 2022 |
| 9  | Mystery on the Overnight Train The Case of the Broken Hand Pump        | Mistero sul treno notturno Il caso della pompa manuale rotta           | 14 giugno 2021    | 19 gennaio 2022 |
| 10 | The Case of the Runaway Tabla The Bike Day Mystery                     | Il caso del Tabla in fuga Il mistero del giorno della bici             | 28 giugno 2021    | 19 gennaio 2022 |
| 11 | Mystery at the Naiyapuram Palace Mystery at the Sweet Sale             |                                                                        | 12 luglio 2021    | 27 luglio 2022  |
| 12 | The Teej Festival Mystery Mystery at the Rangoli Competition           |                                                                        | 26 luglio 2021    | 27 luglio 2022  |
| 13 | The Great Kathak Mystery The Mystery of the Missing Parts              |                                                                        | 9 agosto 2021     | 27 luglio 2022  |
| 14 | The Fluffy Pillow Mystery The Mystery of the Missing Jhumkas           |                                                                        | 16 agosto 2021    | 27 luglio 2022  |
| 15 | The Case of the Secret Singing Star The Mystery of the Missing Train   |                                                                        | 23 agosto 2021    | 27 luglio 2022  |
| 16 | The Case of the Disoriented Duckling The Mystery of the Legendary Cave |                                                                        | 13 settembre 2021 | 27 luglio 2022  |
| 17 | The Dandiya Dance Mystery The Case of the Funky Fountain               |                                                                        | 27 settembre 2021 | 27 luglio 2022  |
| 18 | The Dasara Festival Mystery The Puppy Dog Detective                    |                                                                        | 18 ottobre 2021   | 27 luglio 2022  |
| 19 | The Case of the Mysterious Necklace The Great Donkey Mystery           |                                                                        | 25 ottobre 2021   | 27 luglio 2022  |
| 20 | The Case of the Missing Lehenga Choli The Case of the Mysterious House |                                                                        | 1º novembre 2021  | 27 luglio 2022  |
| 21 | The Case of the Secret Code Mystery at the Snake Boat Race             |                                                                        | 29 novembre 2021  | 27 luglio 2022  |
| 22 | Mystery at the Food Festival The Mystery of the Missing Bangles        |                                                                        | 6 dicembre 2021   | 27 luglio 2022  |
| 23 | The Case of the Missing Mystery Mystery at the Gili Danda Game         |                                                                        | 3 gennaio 2022    | 27 luglio 2022  |
| 24 | The Mystery of the Jalpur Jammers Mystery of the Blue Jewel            |                                                                        | 10 gennaio 2022   | 27 luglio 2022  |
| 25 | Mira's Musical Mystery Tour The Case of the Mystery Mehfil             |                                                                        | 28 febbraio 2022  | 27 luglio 2022  |
| 26 | The Mystery of the Legendary Sword                                     |                                                                        | 4 maggio 2022     | 27 luglio 2022  |
| 27 | Mikku and Chikku’s Hometown Mystery                                    |                                                                        | 16 maggio 2022    | 27 luglio 2022  |
| 28 | The Mystery of the Royal Flight                                        |                                                                        | 30 maggio 2022    | 27 luglio 2022  |
| 29 | The Big Jalpur Wedding Mystery                                         |                                                                        | 20 giugno 2022    | 27 luglio 2022  |